# Yves (Charente-Maritime)
Pour les articles homonymes, voir Yves.
Yves est une commune de l'Ouest de la France, située dans le département de la Charente-Maritime (région Nouvelle-Aquitaine), en bordure de l’océan Atlantique.

## Géographie
Cette commune située dans le centre-Ouest de la Charente-Maritime a toujours fait partie de l'ancienne province de l'Aunis.
Sur un plan plus général, la commune d'Yves est située dans le Sud-Ouest de la France, au centre de la côte atlantique dont elle est riveraine, faisant partie du « Midi atlantique ».
La commune d'Yves est en majorité couverte de prés et de marais. L'altitude dépasse rarement les 5 mètres, sauf aux alentours du village de Voutron (sis sur le plateau des Cent Journaux) et près des falaises de la Pointe du Rocher.

Une grande voie de communication routière traverse Yves du Nord au Sud : il s'agit de la voie express D 137 reliant La Rochelle à Rochefort. 

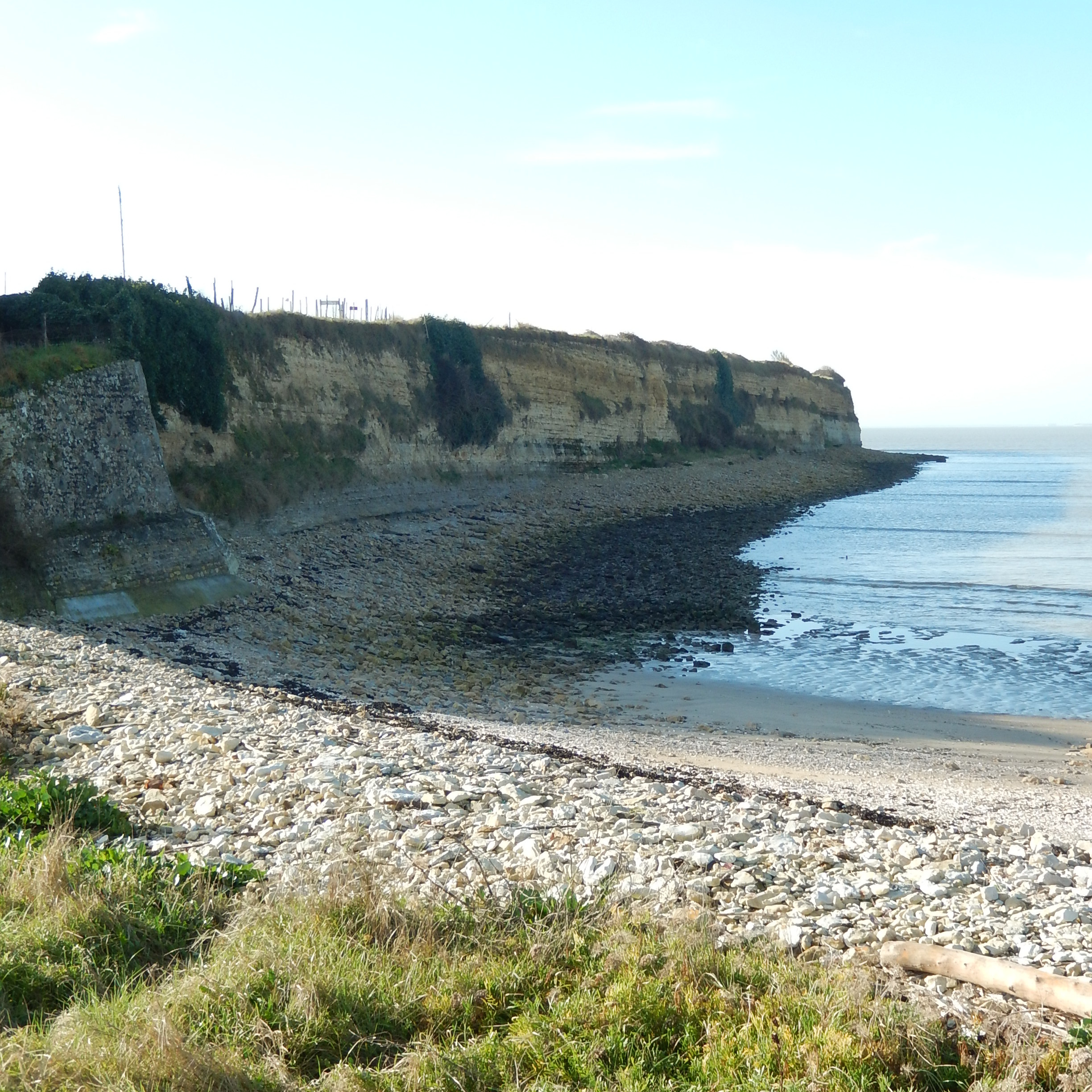
La pointe du Rocher dans la baie d'Yves.
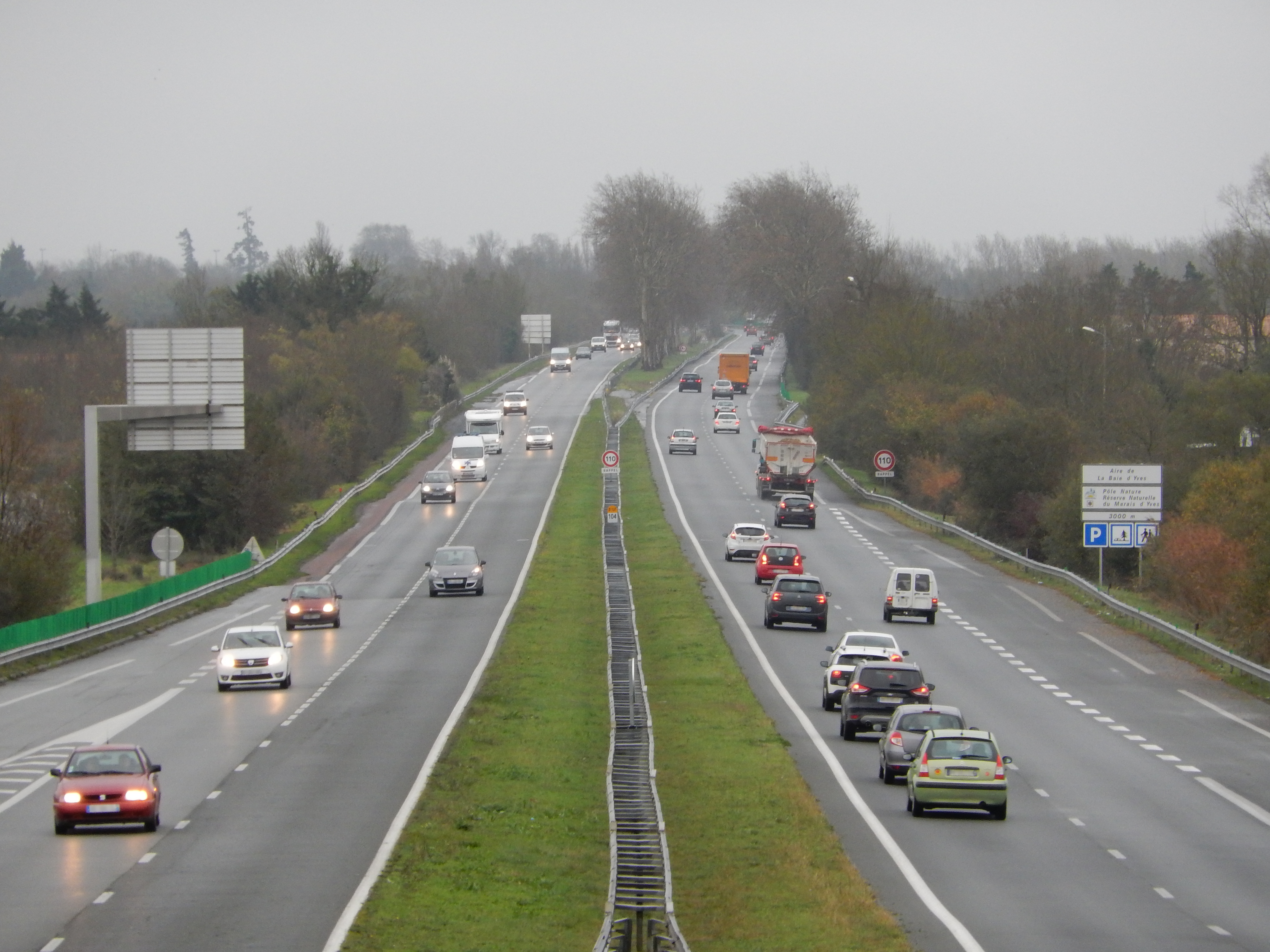
La RD 137 près des Trois-Canons, longeant la baie d'Yves.

### Hameaux et lieux-dits
L'habitat s'organise principalement en quatre agglomérations distinctes :
- le bourg, où est implantée l'église ;
- Le Marouillet, où sont implantées la mairie et l'école ;
- Voutron, ancienne commune autonome rattachée à celle d'Yves en 1823 ;
- Les Bouchôleurs, village à vocation mytilicole et ostréicole partagé avec la commune de Châtelaillon-Plage.

La commune comprend également quelques hameaux ou lieux-dits tels La Cabane des Sables ou Les Trois Canons.

### Communes limitrophes
| Châtelaillon-Plage | Saint-Vivien             | Thairé       |
| Océan Atlantique   | Yves                     | Ballon       |
| Fouras             | Saint-Laurent-de-la-Prée | Breuil-Magné |

## Urbanisme

### Typologie
Au 1er janvier 2024, Yves est catégorisée commune rurale à habitat dispersé, selon la nouvelle grille communale de densité à 7 niveaux définie par l'Insee en 2022.
Elle est située hors unité urbaine. Par ailleurs la commune fait partie de l'aire d'attraction de La Rochelle, dont elle est une commune de la couronne,. Cette aire, qui regroupe 72 communes, est catégorisée dans les aires de 200 000 à moins de 700 000 habitants,.
La commune, bordée par l'océan Atlantique, est également une commune littorale au sens de la loi du 3 janvier 1986, dite loi littoral. Des dispositions spécifiques d’urbanisme s’y appliquent dès lors afin de préserver les espaces naturels, les sites, les paysages et l’équilibre écologique du littoral, tel le principe d'inconstructibilité, en dehors des espaces urbanisés, sur la bande littorale des 100 mètres, ou plus si le plan local d’urbanisme le prévoit.

### Occupation des sols
L'occupation des sols de la commune, telle qu'elle ressort de la base de données européenne d’occupation biophysique des sols Corine Land Cover (CLC), est marquée par l'importance des territoires agricoles (86,7 % en 2018), en diminution par rapport à 1990 (89,2 %). La répartition détaillée en 2018 est la suivante : 
prairies (59,7 %), terres arables (21,3 %), zones agricoles hétérogènes (5,8 %), zones urbanisées (3,9 %), milieux à végétation arbustive et/ou herbacée (2,8 %), zones humides intérieures (2,8 %), zones humides côtières (2,3 %), eaux maritimes (1,4 %). L'évolution de l’occupation des sols de la commune et de ses infrastructures peut être observée sur les différentes représentations cartographiques du territoire : la carte de Cassini (XVIIIe siècle), la carte d'état-major (1820-1866) et les cartes ou photos aériennes de l'IGN pour la période actuelle (1950 à aujourd'hui).

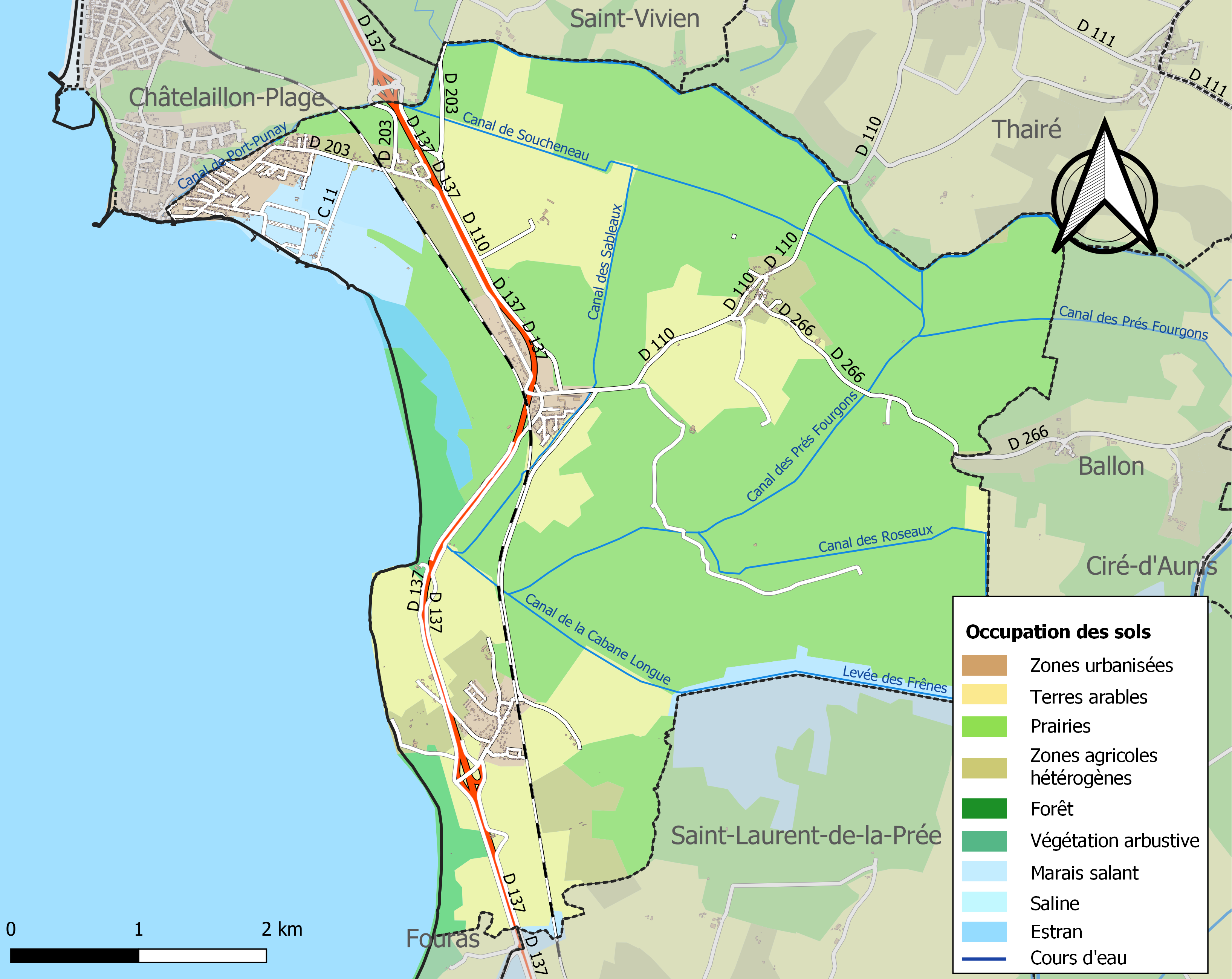
Carte des infrastructures et de l'occupation des sols de la commune en 2018 (CLC).

### Risques majeurs
Le territoire de la commune d'Yves est vulnérable à différents aléas naturels : météorologiques (tempête, orage, neige, grand froid, canicule ou sécheresse), inondations, mouvements de terrains et séisme (sismicité modérée). Il est également exposé à un risque technologique, le transport de matières dangereuses. Un site publié par le BRGM permet d'évaluer simplement et rapidement les risques d'un bien localisé soit par son adresse soit par le numéro de sa parcelle.

#### Risques naturels
La commune fait partie du territoire à risques importants d'inondation (TRI) de La Rochelle-Île de Ré, regroupant 21 communes concernées par un risque de submersion marine de la zone côtière, un des 21 TRI qui ont été arrêtés fin 2012 sur le bassin Loire-Bretagne et confirmé en 2018 lors du second cycle de la Directive inondation. Les submersions marines les plus marquantes des XXe et XXIe siècles antérieures à 2019 sont celles liées à la tempête du 9 février 1924, à la tempête du 15 février 1957, aux tempêtes Lothar et Martin des 26 et 27 décembre 1999 et à la tempête Xynthia des 27 et 28 février 2010. Cette tempête a eu pour conséquence l’instauration de zones de solidarité, où les parcelles considérées comme trop dangereuses pour y maintenir des maisons pouvaient à terme être expropriées (Loix, La Flotte, Nieul-sur-Mer, La Rochelle,…). Des cartes des surfaces inondables ont été établies pour trois scénarios : fréquent (crue de temps de retour de 10 ans à 30 ans), moyen (temps de retour de 100 ans à 300 ans) et extrême (temps de retour de l'ordre de 1 000 ans, qui met en défaut tout système de protection),. La commune a été reconnue en état de catastrophe naturelle au titre des dommages causés par les inondations et coulées de boue survenues en 1982, 1999 et 2010,.

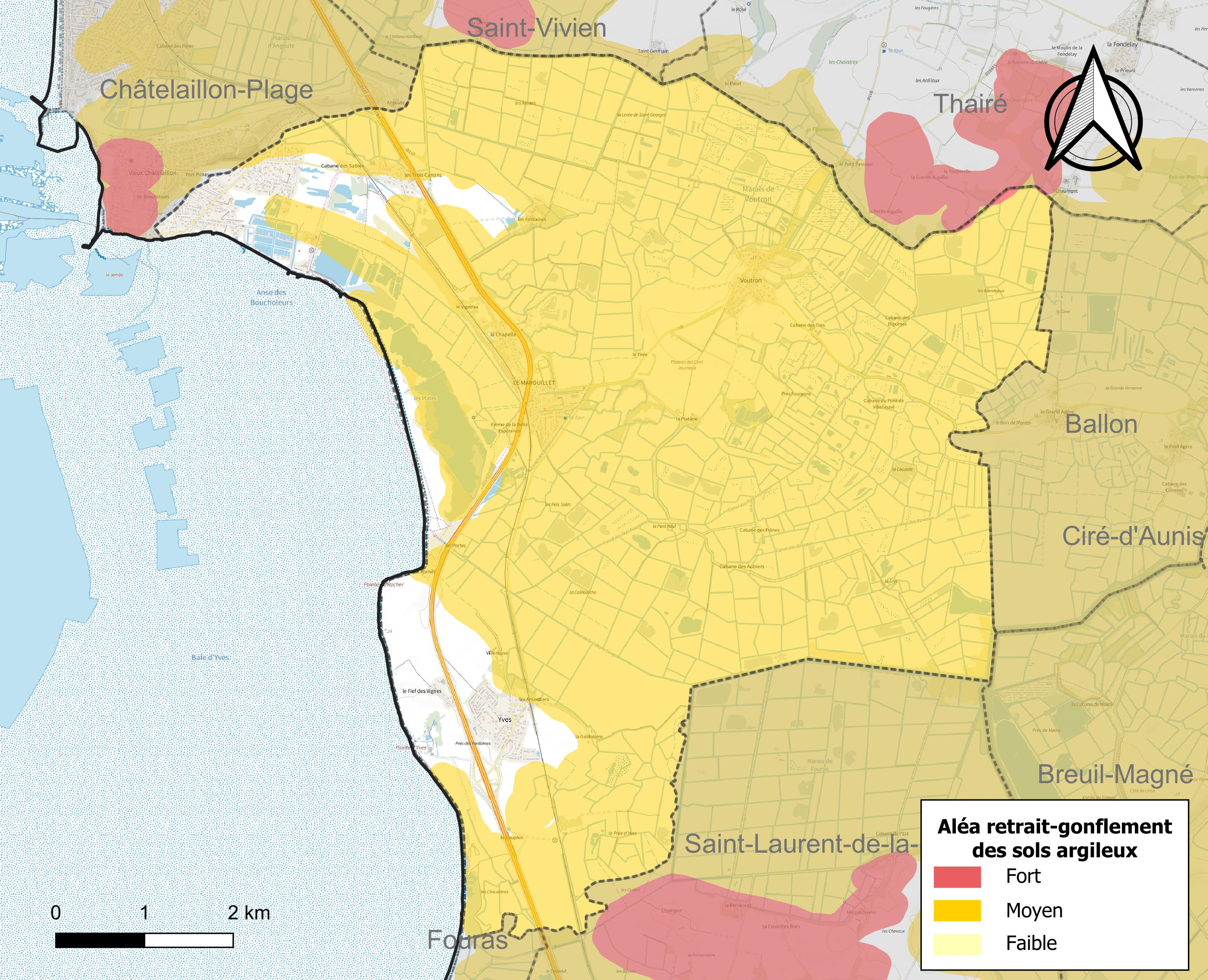
Carte des zones d'aléa retrait-gonflement des sols argileux d'Yves.

Les mouvements de terrains susceptibles de se produire sur la commune sont des tassements différentiels.
Le retrait-gonflement des sols argileux est susceptible d'engendrer des dommages importants aux bâtiments en cas d’alternance de périodes de sécheresse et de pluie. 89,2 % de la superficie communale est en aléa moyen ou fort (54,2 % au niveau départemental et 48,5 % au niveau national). Sur les 773 bâtiments dénombrés sur la commune en 2019, 271 sont en aléa moyen ou fort, soit 35 %, à comparer aux 57 % au niveau départemental et 54 % au niveau national. Une cartographie de l'exposition du territoire national au retrait gonflement des sols argileux est disponible sur le site du BRGM,.
Par ailleurs, afin de mieux appréhender le risque d’affaissement de terrain, l'inventaire national des cavités souterraines permet de localiser celles situées sur la commune.
Concernant les mouvements de terrains, la commune a été reconnue en état de catastrophe naturelle au titre des dommages causés par la sécheresse en 2011, 2017 et 2018 et par des mouvements de terrain en 1999 et 2010.

#### Risques technologiques
Le risque de transport de matières dangereuses sur la commune est lié à sa traversée par une ou des infrastructures routières ou ferroviaires importantes ou la présence d'une canalisation de transport d'hydrocarbures. Un accident se produisant sur de telles infrastructures est susceptible d’avoir des effets graves sur les biens, les personnes ou l'environnement, selon la nature du matériau transporté. Des dispositions d’urbanisme peuvent être préconisées en conséquence.

## Histoire
- L'église Saint-Etienne dépendait de l'abbaye de Saint-Jean d'Angély.

Elle fut reconstruite en 1828 sur les plans de l'architecte Félix Garde.
L'église Saint-Eutrope de Voutron disparue au début du XIXe.
Cette ancienne commune de Voutron fut réunie à La commune d'Yves en 1823.
- La commune a beaucoup souffert lors des combats pour la libération de la poche de La Rochelle, de septembre 1944 à mai 1945 ; le 1er mai 1945, quatre membres, 3 brancardiers et un médecin (Messieurs BOUVARD, GALTIER, CHARRIAUD et HEBRARD) du 6e Régiment d'Infanterie furent tués lors de bombardements par les forces militaires d'occupation allemandes près de Voutron.
- La tempête Xynthia (février 2010) a été particulièrement dévastatrice dans la commune, notamment au village des Bouchôleurs, où l'État français a distingué des zones « dangereuses pour la vie humaine », au sein desquelles toute habitation devrait être détruite. Ne l'entendant pas de cette oreille, les habitants se sont constitués en association de sauvegarde du village des Bouchôleurs (cf. liens externes).

## Politique et administration

### Liste des maires

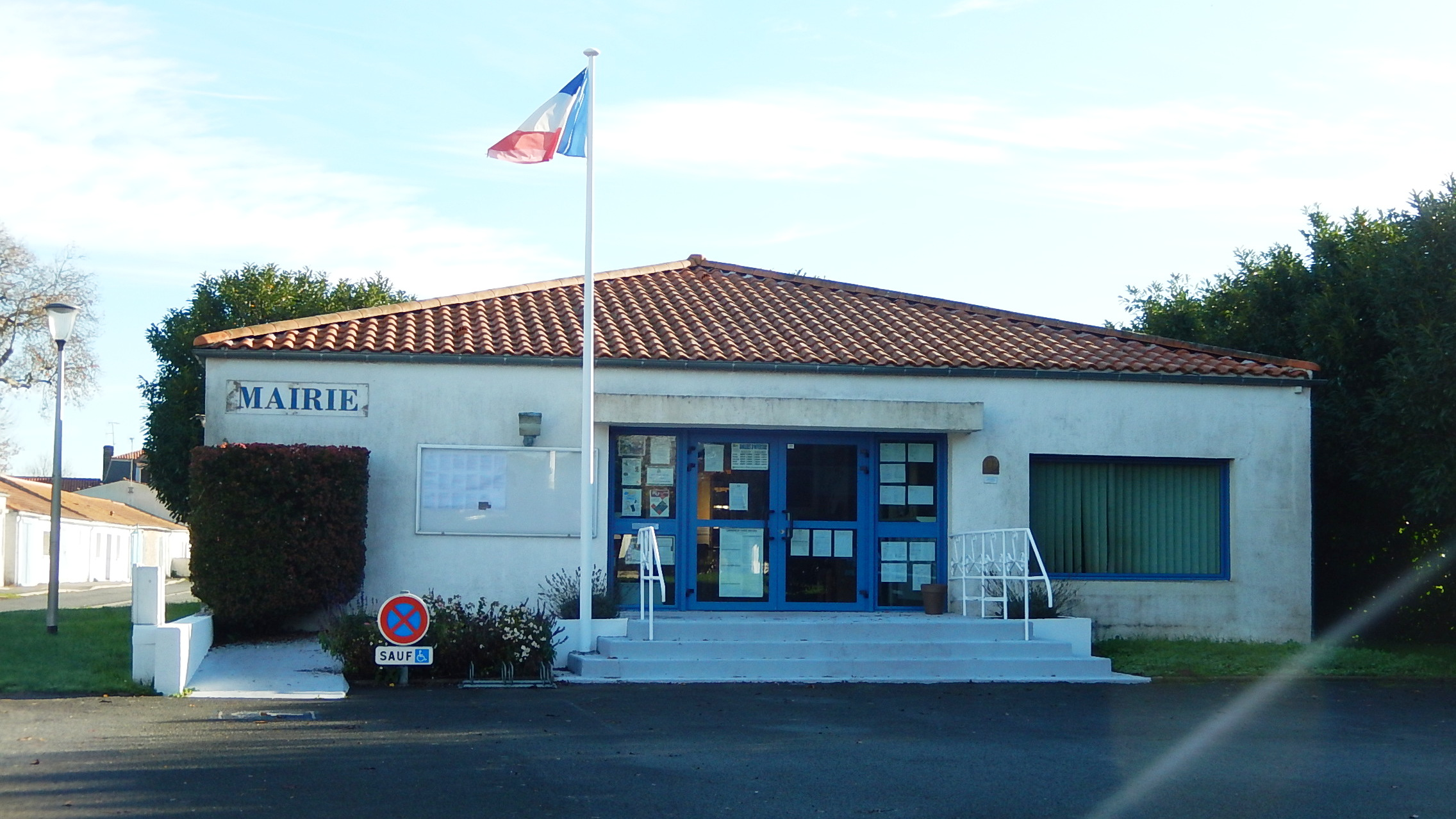
La mairie (située au Marouillet).

| Période                                  | Période  | Identité       | Étiquette | Qualité     |
| ---------------------------------------- | -------- | -------------- | --------- | ----------- |
| avant 1981                               | ?        | René Fillodeau | DVG       |             |
| 2000                                     | En cours | Didier Roblin  | DVD       | Agriculteur |
| Les données manquantes sont à compléter. |          |                |           |             |

### Tendances politiques et résultats
Le résultat de l'élection présidentielle de 2012 dans cette commune est le suivant :
| Candidat       | Candidat                    | Premier tour | Premier tour | Second tour | Second tour |
| Candidat       | Candidat                    | Voix         | %            | Voix        | %           |
| -------------- | --------------------------- | ------------ | ------------ | ----------- | ----------- |
|                | Nicolas Sarkozy (UMP)       | 227          | 27,25        | 401         | 51,41       |
|                | François Hollande (PS)      | 223          | 26,77        | 379         | 48,59       |
|                | Marine Le Pen (FN)          | 194          | 23,29        |             |             |
|                | Jean-Luc Mélenchon (FG)     | 66           | 7,92         |             |             |
|                | François Bayrou (MoDem)     | 65           | 7,80         |             |             |
|                | Nicolas Dupont-Aignan (DLR) | 19           | 2,28         |             |             |
|                | Philippe Poutou (NPA)       | 18           | 2,16         |             |             |
|                | Eva Joly (EÉLV)             | 14           | 1,68         |             |             |
|                | Nathalie Arthaud (LO)       | 4            | 0,48         |             |             |
|                | Jacques Cheminade (SP)      | 3            | 0,36         |             |             |
|                |                             |              |              |             |             |
| Inscrits       | Inscrits                    | 998          | 100,00       | 999         | 100,00      |
| Abstentions    | Abstentions                 | 146          | 14,63        | 164         | 16,42       |
| Votants        | Votants                     | 852          | 85,37        | 835         | 83,58       |
| Blancs et nuls | Blancs et nuls              | 19           | 2,23         | 55          | 6,59        |
| Exprimés       | Exprimés                    | 833          | 97,77        | 780         | 93,41       |

### Région
À la suite de la mise en application de la réforme administrative de 2014 ramenant le nombre de régions de France métropolitaine de 22 à 13, la commune appartient depuis le 1er janvier 2016 à la région Nouvelle-Aquitaine, dont la capitale est Bordeaux. De 1972 au 31 décembre 2015, elle a appartenu à la région Poitou-Charentes, dont le chef-lieu était Poitiers.

## Population et société

### Démographie

#### Évolution démographique
L'évolution du nombre d'habitants est connue à travers les recensements de la population effectués dans la commune depuis 1793. Pour les communes de moins de 10 000 habitants, une enquête de recensement portant sur toute la population est réalisée tous les cinq ans, les populations de référence des années intermédiaires étant quant à elles estimées par interpolation ou extrapolation. Pour la commune, le premier recensement exhaustif entrant dans le cadre du nouveau dispositif a été réalisé en 2005.

En 2022, la commune comptait 1 508 habitants, en évolution de +2,24 % par rapport à 2016 (Charente-Maritime : +4,04 %, France hors Mayotte : +2,11 %).
| 1793 | 1800 | 1806 | 1821 | 1831 | 1836 | 1841 | 1846 | 1851 |
| ---- | ---- | ---- | ---- | ---- | ---- | ---- | ---- | ---- |
| 131  | 122  | 110  | 89   | 294  | 259  | 282  | 258  | 262  |

| 1856 | 1861 | 1866 | 1872 | 1876 | 1881 | 1886 | 1891 | 1896 |
| ---- | ---- | ---- | ---- | ---- | ---- | ---- | ---- | ---- |
| 285  | 269  | 267  | 266  | 292  | 289  | 312  | 335  | 336  |

| 1901 | 1906 | 1911 | 1921 | 1926 | 1931 | 1936 | 1946 | 1954 |
| ---- | ---- | ---- | ---- | ---- | ---- | ---- | ---- | ---- |
| 330  | 303  | 317  | 342  | 403  | 424  | 417  | 357  | 440  |

| 1962 | 1968 | 1975 | 1982 | 1990 | 1999  | 2005  | 2006  | 2010  |
| ---- | ---- | ---- | ---- | ---- | ----- | ----- | ----- | ----- |
| 514  | 504  | 531  | 807  | 893  | 1 057 | 1 327 | 1 359 | 1 438 |

| 2015  | 2020  | 2022  | - | - | - | - | - | - |
| ----- | ----- | ----- | - | - | - | - | - | - |
| 1 480 | 1 497 | 1 508 | - | - | - | - | - | - |

## Culture locale et patrimoine

### Lieux et monuments
- Château du Passage (début du XVIIe siècle), situé au Marouillet ;
- Réserve naturelle du Marais d'Yves, une halte est aménagée en bordure de la route RD 137 pour stationner et permet d'accéder à des installations dans lesquelles de nombreux oiseaux peuvent être observés grâce à des affûts ;
- Stèle en hommage aux quatre hommes tués sur la colline des Cent Journaux ;
- Quelques vestiges du Mur de l'Atlantique, à savoir de petits blockhaus en ruines.

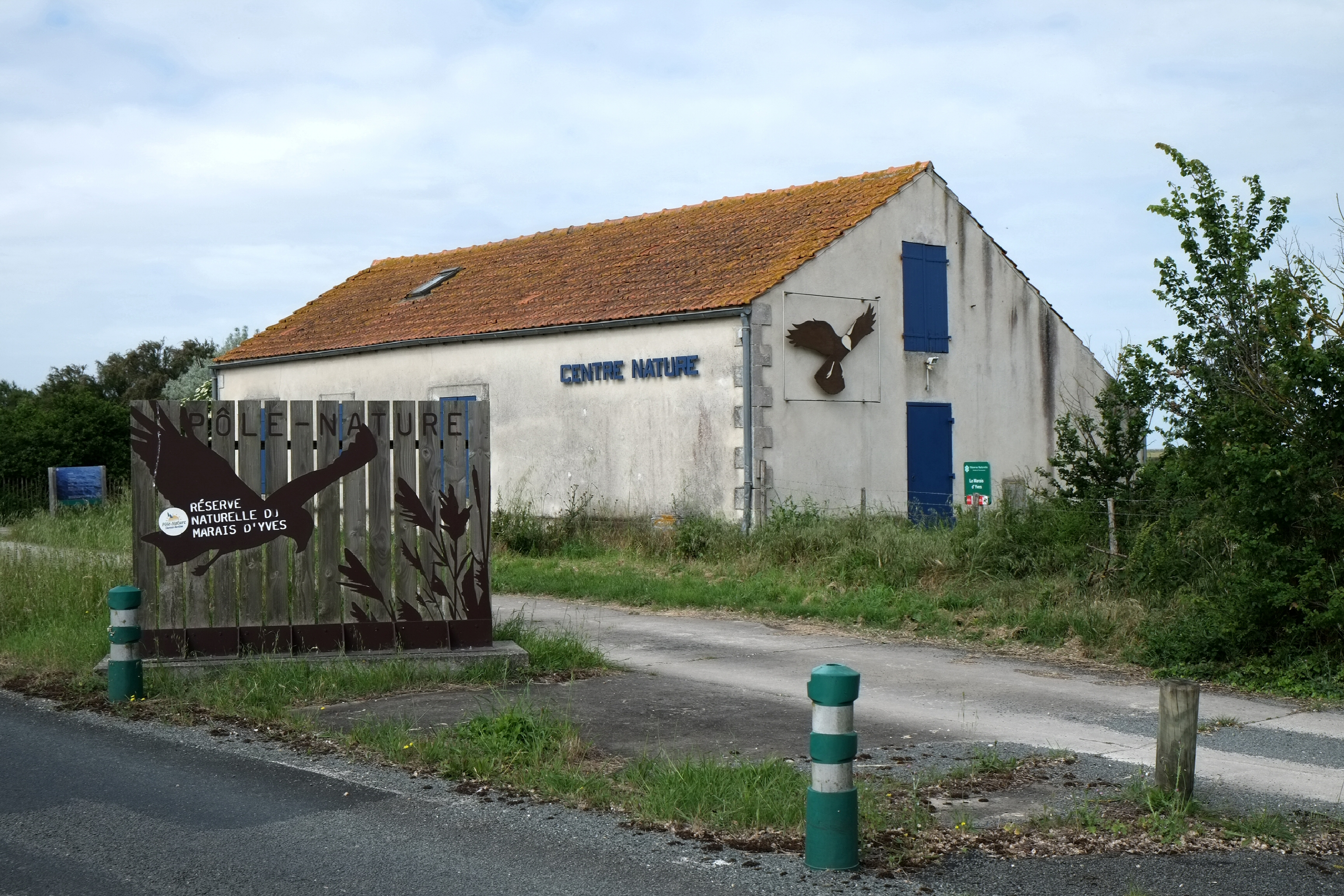
Maison d'accueil de la réserve du Marais d'Yves.
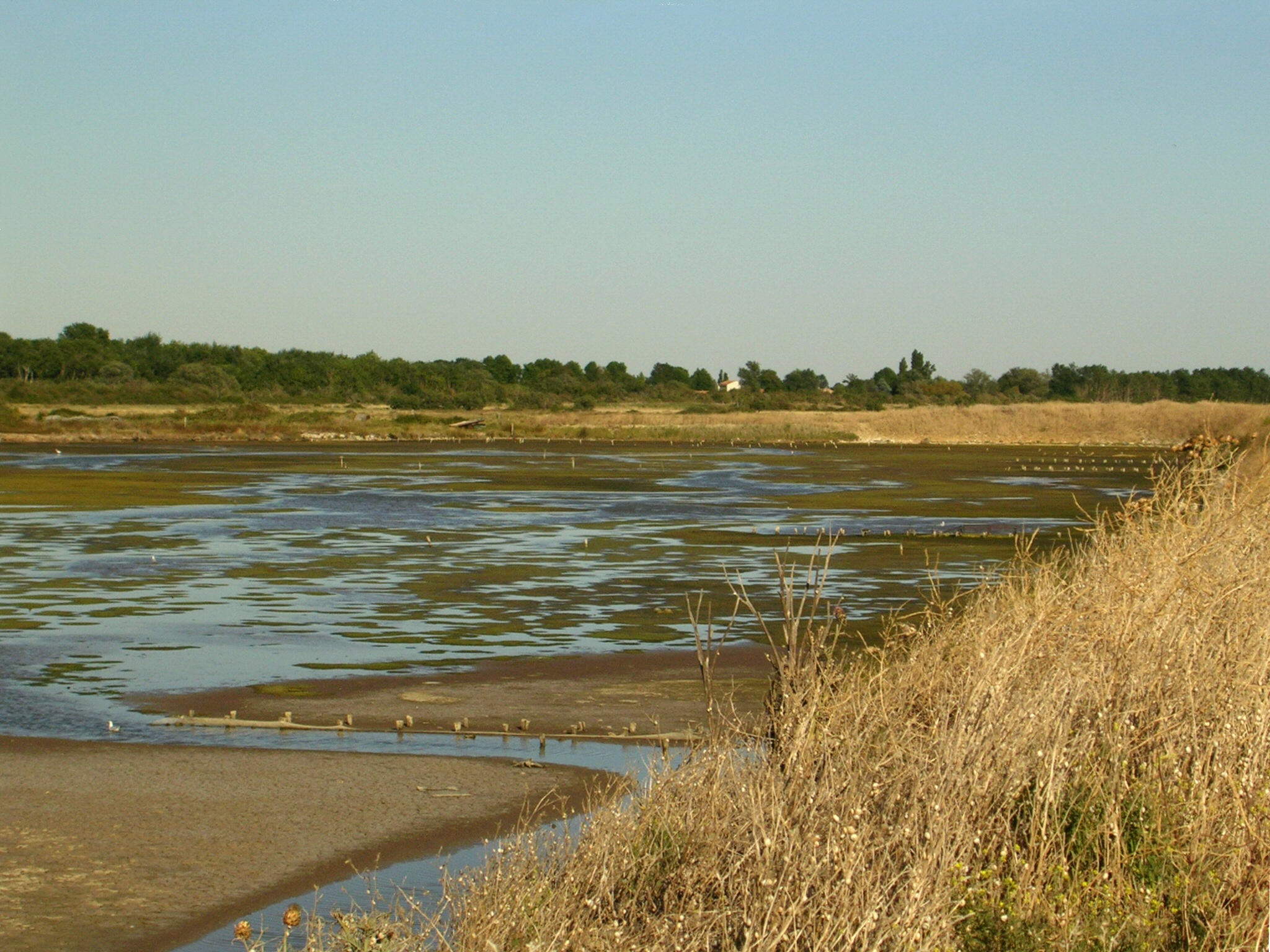
Un paysage de la réserve du Marais d'Yves.
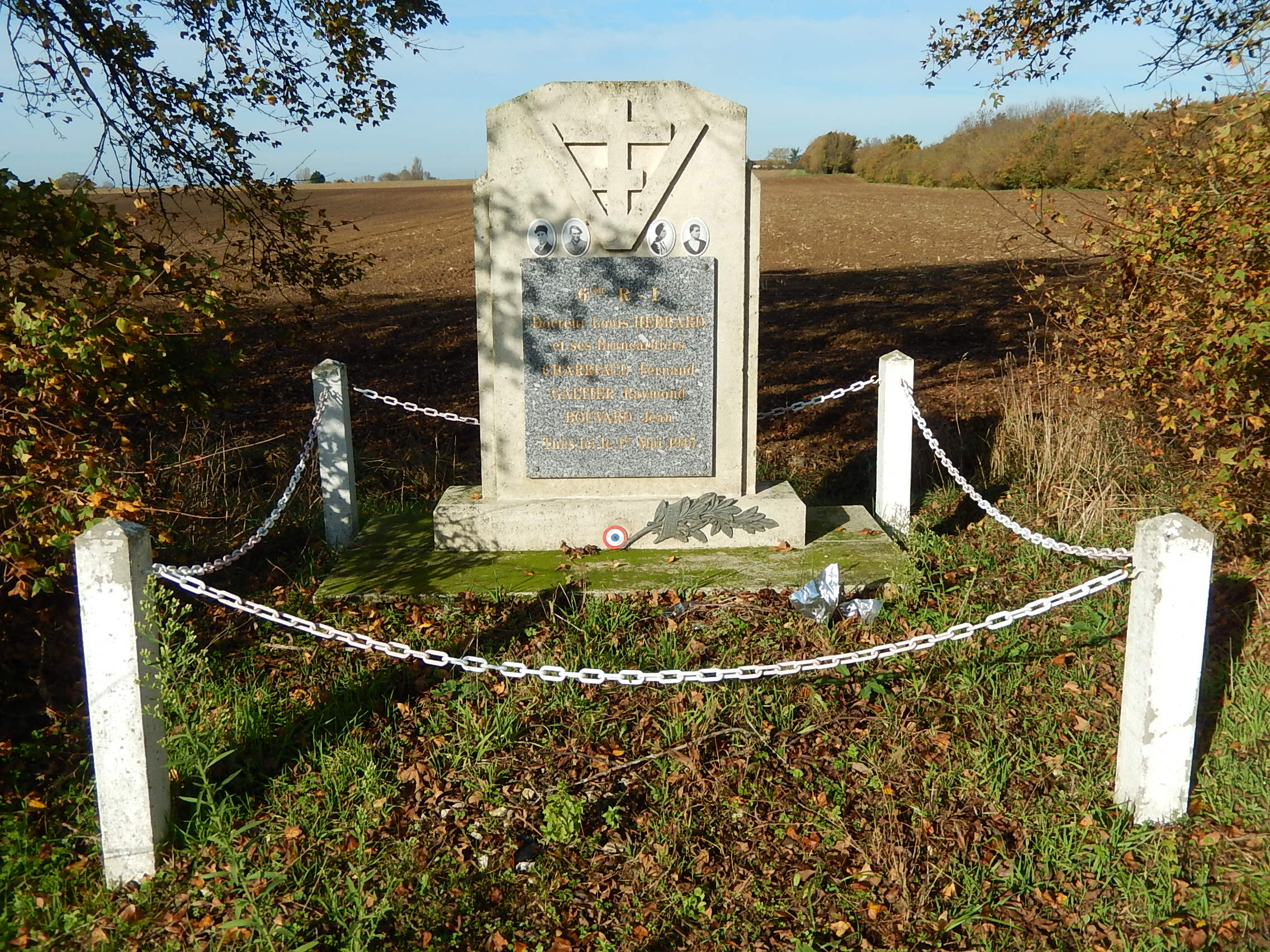
La stèle des Cent Journaux.
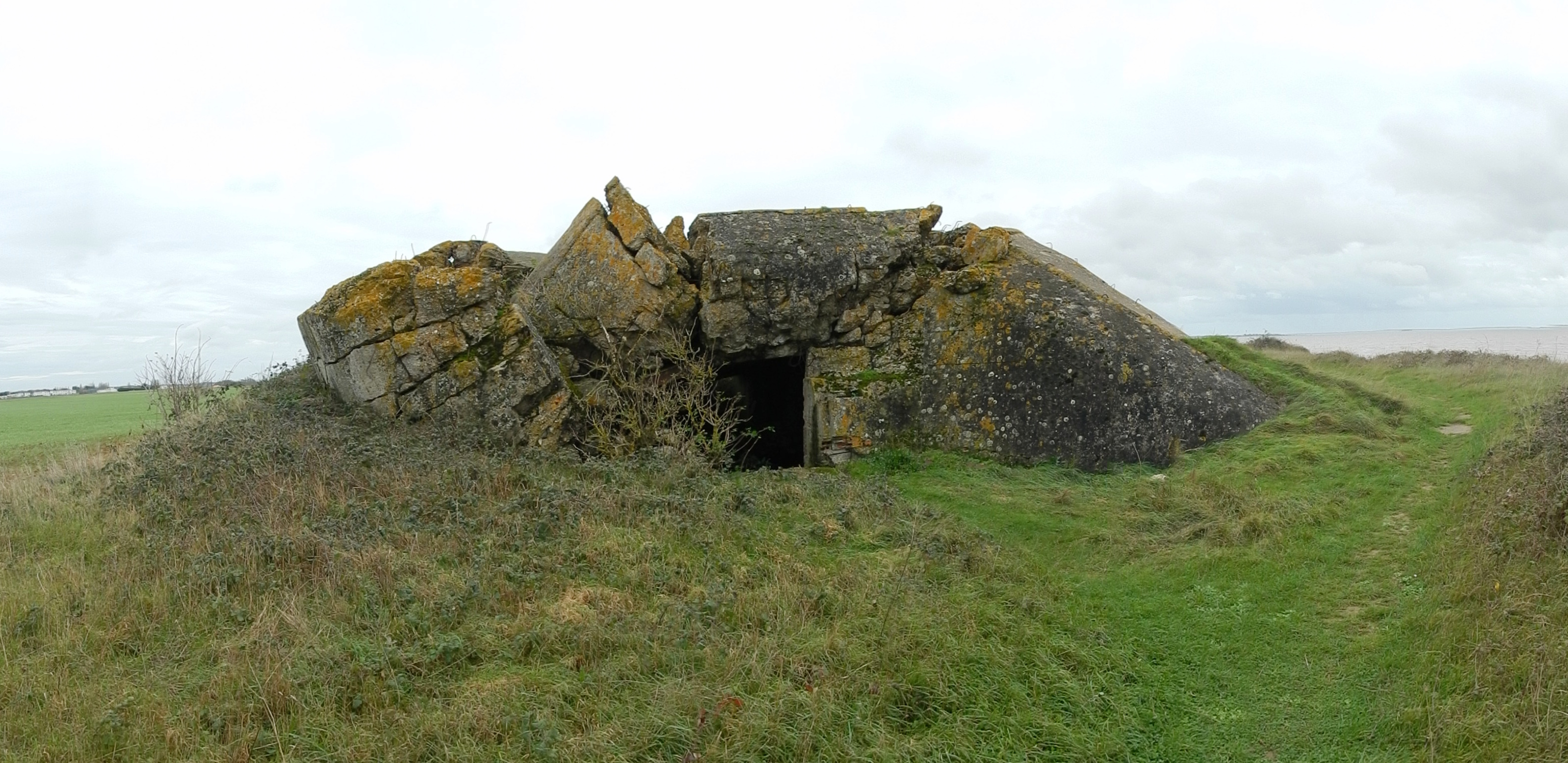
Un des blockhaus en ruines.

### Personnalités liées à la commune
- Sophie Blanchard (1778-1819), première femme aéronaute professionnelle, veuve du célèbre aéronaute Jean-Pierre Blanchard, née aux Trois-Canons, commune d'Yves